# Радівці (жудець)

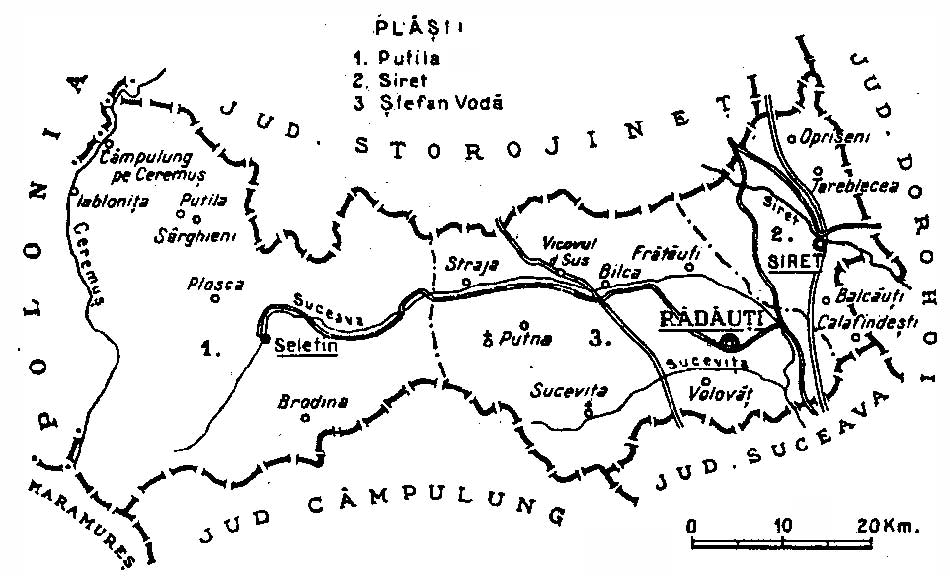
Карта повіту з положенням і назвами плас у 1938 р.

Жудець Радівці (рум. Județul Rădăuți) — адміністративно-територіальна одиниця Румунського королівства з центром у місті Радівці, що існувала переважно у Південній Буковині з 1918 до 1938 року та в 1940–1950 роках.

## Історія
Після розпаду Австро-Угорщини румунські війська 11 листопада 1918 року вступили у північну частину Буковини. 28 листопада 1918 Румунське королівство провело через т. зв. Генеральний Конгрес Буковини під головуванням Янку Флондора рішення про об'єднання всієї Буковини з Румунією. 18 грудня 1918 року указом № 3715 з питань управління Буковиною було створено жудець Радівці.
1925 року згідно з Законом про адміністративну уніфікацію від 14 червня 1925 року територія жудця збільшилася на сході за рахунок розформованого Серетського жудця, а на північному заході — частини розформованого Вижницького жудця.
1938 року жудець було скасовано, а його територію разом із територіями ліквідованих Дорохойського, Кимполунгського, Сторожинецького, Чернівецького, Сучавського і Хотинського жудців включено до складу новоутвореного цинута Сучава.
1940 року внаслідок Пакту Молотова — Ріббентропа та радянського ультиматуму від 26 червня 1940 р. Північну Буковину (включаючи північну і північно-західну частину жудця Радівці) зайняли радянські війська, після чого цю територію було зараховано до складу СРСР на правах Чернівецької області УРСР. У вересні 1940 року після падіння режиму Кароля II залишена під румунською владою частина Радівецького повіту зразка 1938 року стала відновленим жудцем Радівці. 
У липні 1941 р. Румунія, вже як союзниця нацистської Німеччини, повторно окупувала Північну Буковину, після чого розширила Радівецький жудець до меж 1938 року, включивши його до складу губернаторства Буковина. Проте у серпні 1944 р. Радянська Армія відвоювала Північну Буковину, а Паризькими мирними договорами 1947 р. було підтверджено кордони станом на 1 січня 1941 р.
Остаточно Радівецький повіт ліквідував у ході адміністративної реформи 6 вересня 1950 року комуністичний режим.

## Географія
До Другої світової війни жудець на заході прилягав до румунсько-польського кордону, межуючи з польським Станіславським воєводством. У 1939 році у зв'язку з поділом Польщі між нацистською Німеччиною та більшовицьким СРСР кордон став румунсько-радянським, а жудець на заході отримав у сусіди Станіславську область. Після червня 1941 жудець на цій ділянці кордону межував з дистриктом Галичина Генеральної губернії.
На південному заході жудець межував з повітом Марамуреш (з 1940 його територія відійшла до Угорського королівства), на півночі — зі Сторожинецьким повітом, на сході — з Дорохойським, а на півдні — з Кимполунгським і Сучавським повітами Румунії.

## Устрій
Територія повіту до 1938 р. поділялася на три пласи (райони):
1. Путила (рум. Plasa Putila), з осідком у Селятині
2. Сірет (рум. Plasa Siret)
3. Штефан-Воде (рум. Plasa Ștefan Vodă), з осідком у місті Радівці

У 1941–1944 роках адміністративний поділ був таким:
- місто Радівці (рум. Orașul Rădăuți)
- місто Сірет (рум. Orașul Siret)
- пласа Селятин (рум. Plasa Seletin)
- пласа Сірет (рум. Plasa Siret)
- пласа Штефан-Воде (рум. Plasa Ștefan Vodă), з осідком у місті Радівці

Пласу Штефан-Воде (Редеуць) було створено виключно з румунської території, тоді як пласи Селятин і Сірет включали українські землі. 

## Населення
За даними перепису 1930, населення повіту становило 160 778 жителів, із яких 55,4% були румунами, 16,3% — українцями (в т. ч. 7,6% гуцулів), 11,1% — німцями, 7,2% — євреями, 6,4% — угорцями, 1,4% — поляками тощо. З конфесійного погляду, більшість мешканців були православними (70,6%), а релігійними меншинами були римо-католики (16,2%), юдеї (7,2%), лютерани (2,6%), греко-католики (1,3%) тощо.

### Міське середовище
Міське населення повіту становило 26 693 душі, з яких румунів — 38,3%, євреїв — 28,9%, німців — 23,5%, українців — 4,7%, поляків — 1,8% та ін.
1930 року у містах повіту проживало таке населення: Радівці — 16 788 мешканців, Сірет — 9 905 мешканців.

## Документальні матеріали

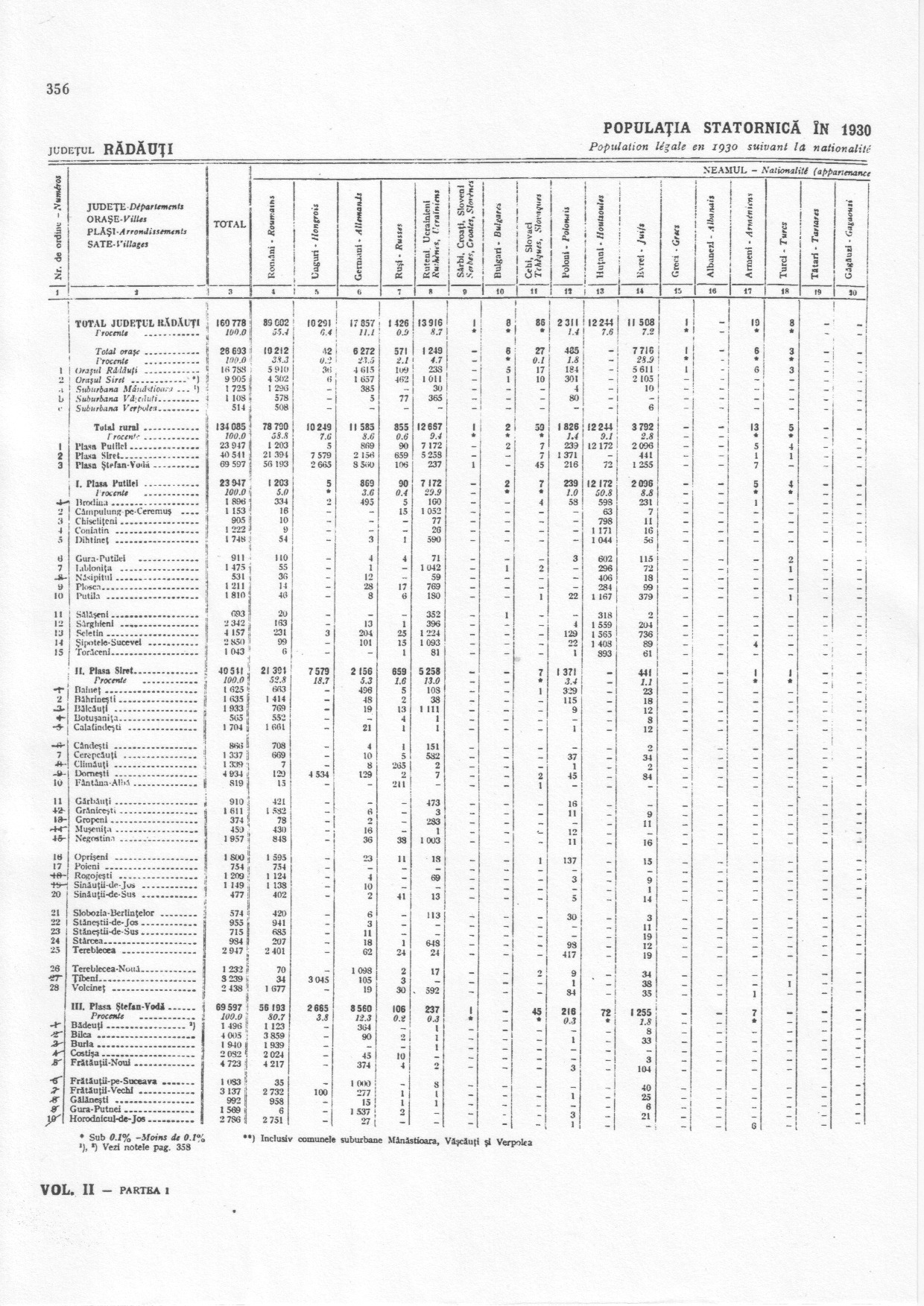
Населення повіту в 1930 році за національною ознакою та рідною мовою
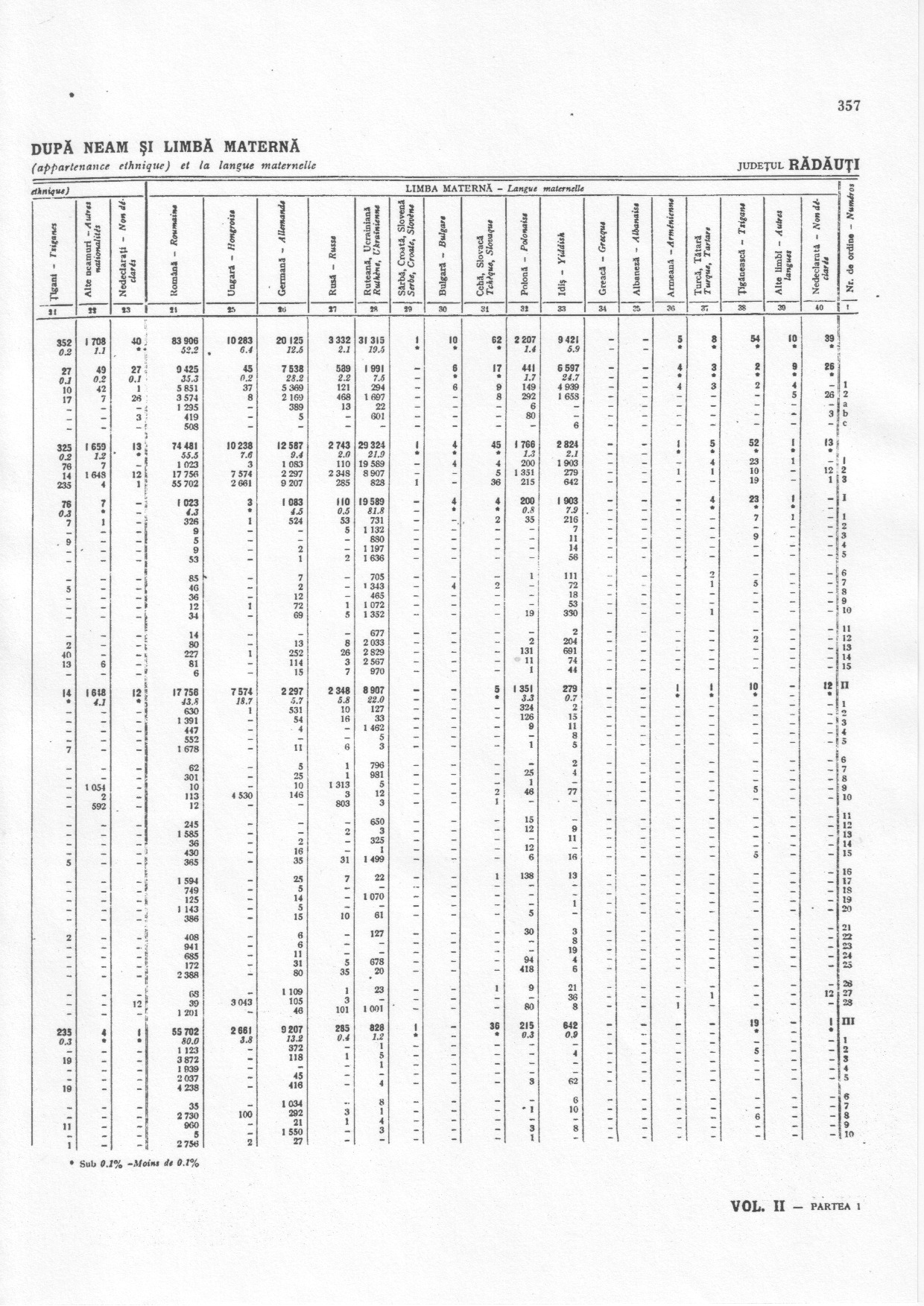
Населення повіту в 1930 році за національною ознакою та рідною мовою
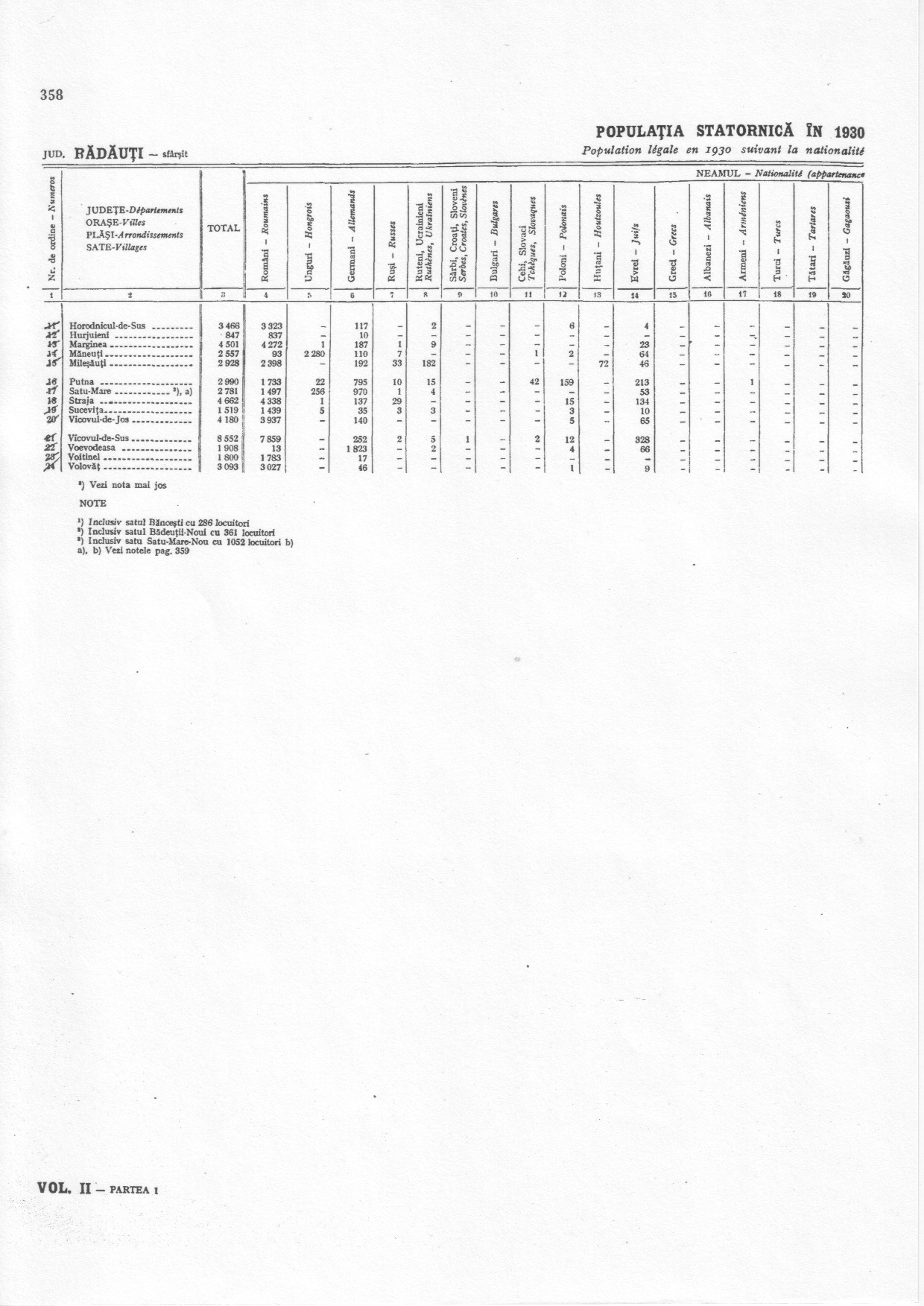
Населення повіту в 1930 році за національною ознакою та рідною мовою
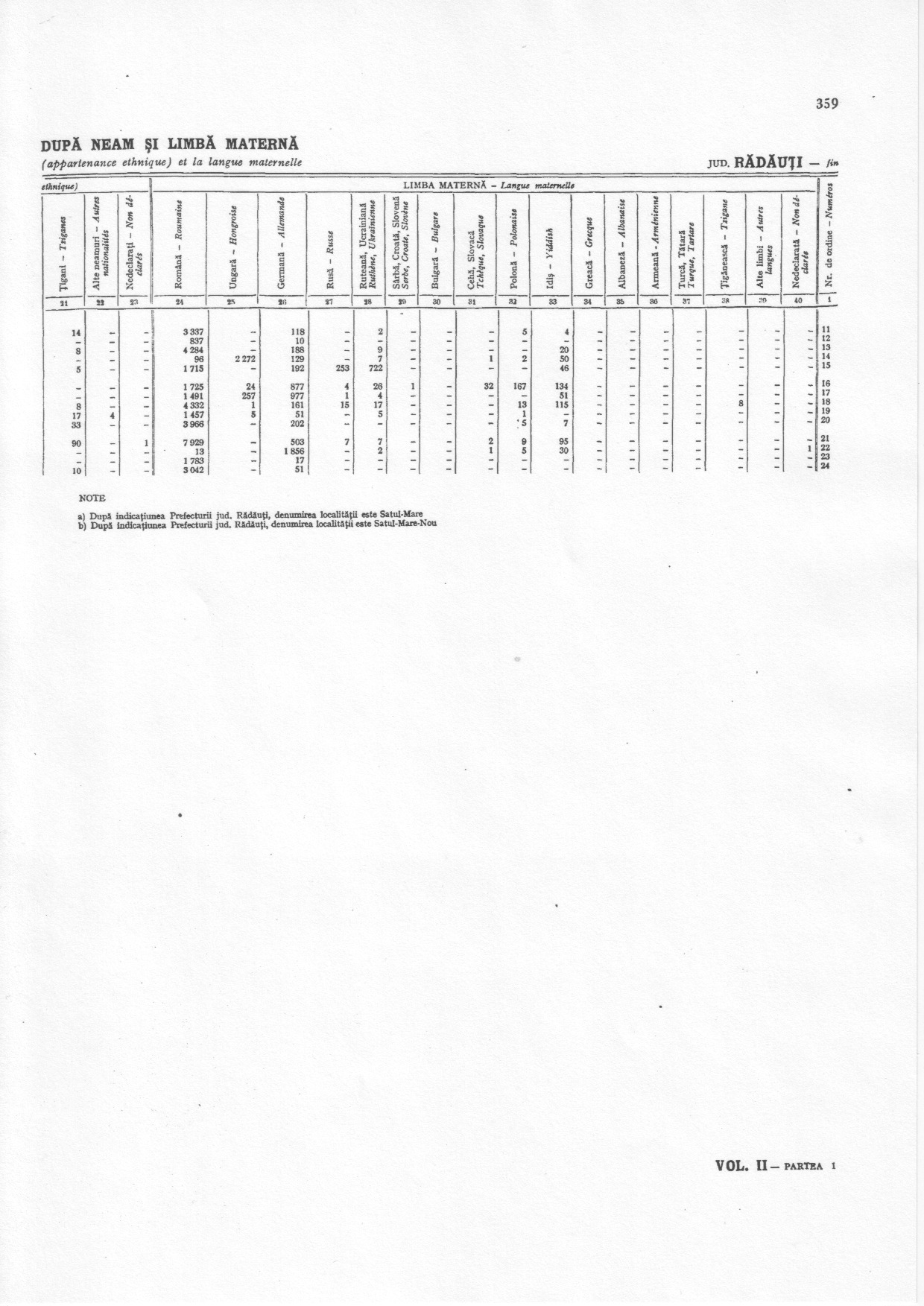
Населення повіту в 1930 році за національною ознакою та рідною мовою
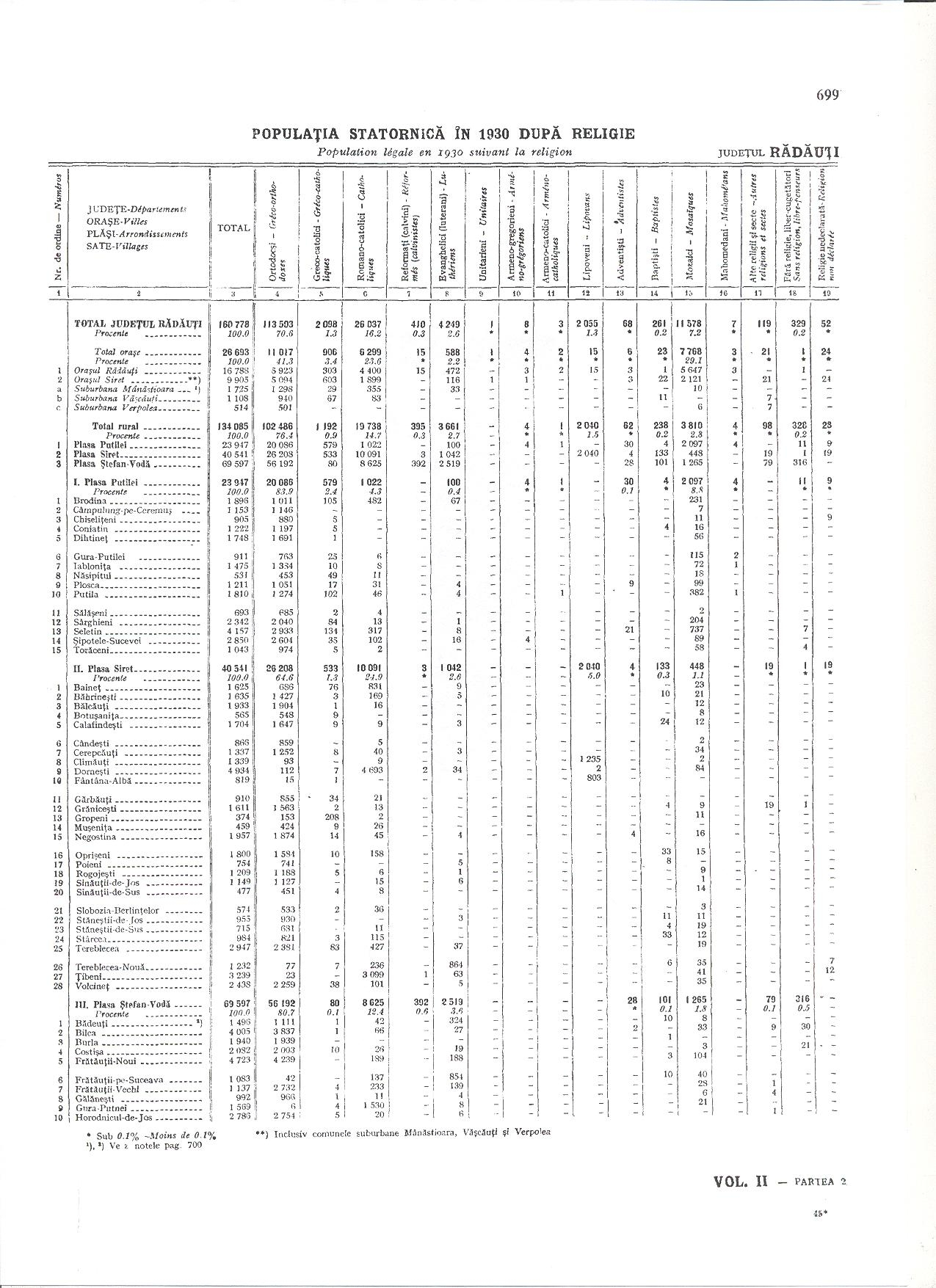
Населення повіту в 1930 р. за релігією
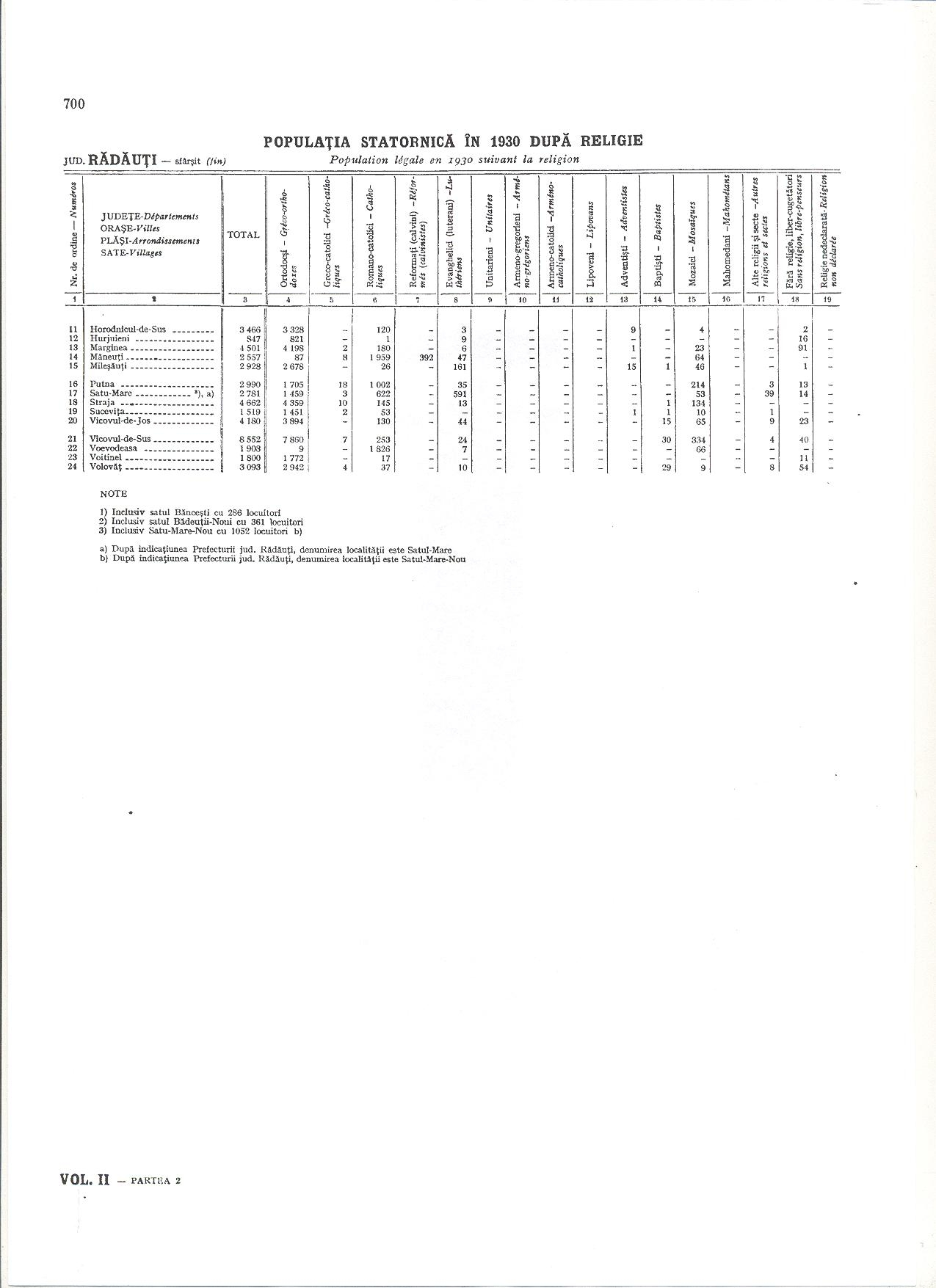
Населення повіту в 1930 р. за релігією